# Salbertrand
Salbertrand (en occitan alpin Salbeltrand ou Salbelträn) est une commune de la ville métropolitaine de Turin dans le Piémont en Italie.

## Culture

### La Représentation Sacrée de Saint Jean-Baptiste
La « Représentation Sacrée de Saint Jean-Baptiste », dont le titre original est « Vie et martyre du bienheureux précurseur de N.S.J.C. Saint Jean-Baptiste » ou plus brièvement « L’histoire de Saint Jean-Baptiste », était probablement à l'origine un Mystère Briançonnais, dont la plus ancienne représentation connue a lieu les 24-25-26 juin 1546.

## Administration
| Période                                  | Période | Identité      | Étiquette | Qualité |
| ---------------------------------------- | ------- | ------------- | --------- | ------- |
|                                          |         | Piero Biolati |           |         |
| Les données manquantes sont à compléter. |         |               |           |         |

### Hameaux
Combe, Eclause, Fenil, Frenee, Gorges, Moncellier, Oulme, Plan, Rival, San Romano, Seu.

### Communes limitrophes
Exilles, Oulx, Pragela, Bramans (FR)